# Itchy og Scratchy
Itchy og Scratchy er henholdsvis en mus og en kat, der medvirker i The Itchy and Scratchy Show, som er en meget populær serie blandt børnene i den fiktive by Springfield i tegnefilmsserien The Simpsons.
The Itchy and Scratchy Show bliver præsenteret som et indslag i Krusty The Klown TV Show, og de ultravoldlige historier er til stor morskab for Lisa og Bart Simpson, samt en stor del af byens øvrige befolkning.
Itchys stemme er indtalt af Dan Castellaneta og Scratchys stemme er indtalt af Harry Shearer.

## Historie
Itchy og Scratchy er i virkeligheden bygget på tegnefilmsfigurer som Tom og Jerry, som også til tider kan være særdeles voldlige. I begge serier er der meget voldlige handlinger mellem søde dyr, og budskabet med Itchy og Scratchy er, at den slags voldlige handlinger ikke hører hjemme i tv-serier henvendt til børn. Efter have set et afsnit angriber Maggie sin far Homer med en træhammer. 
Itchy og Scratchy har også skabt vrede i Springfield, og på et tidspunkt blev tv-selskabet, som sender Itchy og Scratchy, tvunget til at sende en "ikke voldelig" version efter protester fra Springfileds indbyggere, ledet af Marge Simpson.
En episode af Itchy og Scratchy tager normalt 30-60 sekunder. De to figures succes har resulteret i at der i et Simpsons afsnit bliver udgivet en spillefilm ved navn "The Itchy & Scratchy Movie". Nogle gange forekommer det at der er gæsteoptræden i show, hvor personer som Hitler og Quentin Tarantino har deltaget.
I et afsnit åbnes der en forlystelsespark kaldet "Itchy and Scratchyland". Naturligvis bærer denne forlystelsespark præg af det voldelige univers.